# Ceriagrion georgifreyi
Ceriagrion georgifreyi е вид водно конче от семейство Coenagrionidae. Видът е уязвим и сериозно застрашен от изчезване.

## Разпространение
Разпространен е в Гърция, Израел, Ливан, Палестина, Сирия и Турция.

## Описание
Популацията на вида е намаляваща.